# 2-acetil-5-metilfurano
2-acetil-5-metilfurano es un compuesto orgánico con la fórmula química C
7H
8O
2.